# Казахская народная поэзия
Казахская народная поэзия занимала почётное место в жизни кочевников-скотоводов и внесла огромный вклад в формирование национальной казахской литературы в современном виде.
Казахскую народную поэзию составляют как произведения малых форм, так и эпические поэмы, повествующие о подвигах батыров, защищавших свою родину: «Алпамыш», «Ер-Таргын», «Ер-Кокше», «Кобланды».
Произведения народной поэзии передавали от поколения к поколению певцы-жырау, импровизаторы-акыны и певцы-исполнители жыршы и оленши.

## Становление казахской поэтической традиции

«Ертестик» — памятник из известняка

Устно-поэтическая традиция была известна среди тюркоязычных племен уже в VI—VIII веках. Первые сохранившиеся примеры древнетюркской поэзии присутствуют в трактате «Кодекс Куманикус», трудах Юсуфа Баласагуни и Махмуда Кашгари, а также в орхонско-енисейских надписях.
Казахская народная поэзия в процессе формирования эволюционировала от эпитафий до героических эпосов, среди которых выделяются «Ер Таргын», «Ер Кокше», «Кобланды-батыр» и др. Распространёнными в это время стали и не являющиеся чисто казахскими эпосы «Алпамыш» и «Кёроглы», общие для многих народов Средней Азии
В развитии казахской народной поэзии современные исследователи выделяют три периода:
- Период жырау (XV в. — первая половина XVIII в.);
- Поэтический период (вторая половина XVIII в. — первая половина XIX в.);
- Период айтысов (вторая половина XIX в. — начало XX в.).

Первоначально казахские народные поэты носили название «жырау». В современности чаще используется термин «акын», ранее обозначавший лишь поэтов-импровизаторов, участвующих в айтысах — поэтических состязаниях. Исполнители фольклорных произведений, не являвшиеся создателями, носили названия «жыршы» и «оленши».
Формирующаяся казахская поэтическая традиция была неотделима от песенной традиции.

## Классификация
Фольклористы XIX века подразделяли казахский фольклор на эпический, лирический и дидактический.
Краевед Халел Досмухамедов выделял следующие виды казахской народной поэзии:
- Шилдехана (так же называется праздник, устраиваемый по случаю рождения ребёнка).
- Бесик жыры (колыбельная).
- Гашык жыры (любовная лирика).
- Свадебные песни: жар-жар (песенный диалог, исполняемый джигитами и девушками на свадьбе), тойбастар (песни, открывающие свадебное празднество), беташар (песня, сопровождающая одноимённый обряд открывания лица невесты).
- Коштасу (прощание).
- Корису (выражение соболезнования тому, кого постигло горе).
- Салем (приветствие).
- Салемдеме (послание, передаваемое через кого-либо).
- Жерлеу (песня, сопровождающая погребальный обряд).
- Мактау (хвалебная песня).
- Конил айту жырлары (поэтические соболезнования).
- Алгыс (благодарение).
- Каргыс (проклинание).
- Болжам (песни-пророчества).
- Насихат (наставление).
- Зар заман (песни о скорбных временах).
- Толгау (наставительные песни-думы в стихах).
- Героические, исторические, бытовые песни.
- Жарапазан (песня, исполняемая во время мусульманского праздника Рамадан).

Мухтар Ауэзов подразделял казахскую поэтическую традицию на три ветви:
- Горестные, скорбные песни (жоктау — похоронный плач, естирту — печальное поэтическое известие, коштасу — песни прощания, конил айту — выражение соболезнования).
  - Коштасу, в свою очередь, подразделяются на несколько тем: прощание с родной землёй и народом, прощание с прожитой жизнью, прощание с прошедшими годами.
- Песни, связанные с религиозными обрядами и суевериями.
- Свадебные песни, в том числе связанные с обрядом провожания невесты.

Назир Тюрякулов различал семь видов казахской народной лирики:
- Социально-политическая лирика: арнау (песня-посвящение, обращённая к человеку или группе людей), мадактау (хвалебные песни), тарихи (исторические песни), кара олен (11-и сложный стих), хат олен (письмо в стихах).
- Обрядово-бытовая лирика: тойбастар, жар-жар, беташар, бесик жыры, коштасу, жоктау, естирту, конил айту, жубату (утешение), сынсу (плач-прощание девушки, которая уходит из отчего дома в дом жениха).
- Трудовые, земледельческие песни о животных, земледелии; песни, посвящённые празднику Новруз.
- Назидательная лирика: осиетнама (песни-наставления), тилек (пожелания), жумбак олен (песенные загадки), мысал олен (басни), бата (благословения), алгыс.
- Волшебные и фантастические песни: песни-легенды, небылицы в стихах.
- Иронические песни.
- Песни, связанные с магическими ритуалами либо религиозными обрядами: баксы сарыны (песня шамана), бадик (песни-заклинания), арбау-байлау (заговор, привораживание), жарапазан.

## Особенности стихосложения
Первое научное описание особенностей стихосложения в казахской народной поэзии составил Чокан Валиханов.
Основоположником теории казахского стихосложения считается Ахмет Байтурсынов, выпустивший в 1926 году книгу «Литературоведение». В этой книге описаны виды строф, размеры стихотворных строк, методы чередования строк, типы стихотворных рифм и т. п. Байтурсыновым был введён ряд собственных терминов:
- Жоргак (каз. жорғақ) — обозначение ритмики слога, введённое для разделения ритмики слога и стиха.
- Айшык (каз. айшық) — рисунок стиха, подразделяемый на четыре типа.
- Бунак (каз. бунақ) — промежуток между волнами голоса, ощущаемый при чтении стиха.
- Буын — промежуток внутри строки.
- Кезен (каз. кезең) — граница между волнами голоса внутри строки.
- Тармак (каз. тармақ) и шумак (каз. шумақ) — строка и строфа соответственно.

Байтурсынов доказал силлабический характер казахского стихосложения. Он также показал, что поэт Абай Кунанбаев стал реформатором традиционного стихотворного рисунка, использовав большое количество новых размеров и разновидностей строф и рифм. Несмотря на то, что бо́льшую часть советского периода имя Байтурсынова не упоминалось по идеологическим причинам, его литературоведческие идеи получили дальнейшее развитие.
Академик Заки Ахметов отмечал, что традиционно казахский стих строился на чередовании семисложных (4 слога — 3 слога) и восьмисложных (3 слога — 2 слога — 3 слога) строк, причём данный рисунок возник ещё в древности. Именно в такой форме обычно построены эпические произведения, носящие собирательное название «жыр» и исполняемые в речитативном ритме желдирме. Наряду с данной формой, достаточно широкое распространение получил одиннадцатисложный стих (4 слога — 3 слога — 4 слога либо 3 слога — 4 слога — 4 слога), встречающийся в произведениях меньшего объёма и часто используемый во время айтысов. Четырёх- и шестисложные размеры встречаются редко, зато известны размеры с составными строками в 14—16 слогов, состоящими из пары семи- или восьмисложных строк.